# Ascochyta avenae
Ascochyta avenae är en svampart som först beskrevs av Franz Petrak, och fick sitt nu gällande namn av R. Sprague & Aar.G. Johnson 1948. Ascochyta avenae ingår i släktet Ascochyta, ordningen Pleosporales, klassen Dothideomycetes, divisionen sporsäcksvampar och riket svampar.  Utöver nominatformen finns också underarten confusa.